# Magtártemplom
Szentgotthárd első templomának részleteit lásd: A szentgotthárdi apátság temploma és kolostora!
A Magtártemplom egyik kevéssé ismert nevén a Szent Gotthárd-templom. Szentgotthárdon állt katolikus templom, amely 1676 és 1677 között épült fel. Az 1980-as években színházat alakítottak ki megmaradt részéből, amit a 18. században magtárként hasznosítottak, innen származott a neve is.

## A templom épülésének előzményei
A szentgotthárdi ciszterci apátságot 1183-ban alapították Franciaországból jövő szerzetesek. Monostoruk kőből készült, amelyet 1526 után Serédy Gáspár apát kezdett honvédelmi célokra átépíteni, számítva egy esetleges török támadásra.
1605-ben, a Bocskai-szabadságharc idején a várat a szentgotthárdiak átengedték a stájer Wolfgang von Tieffenbachnak. A hajdúcsapatok közeledésének hírére az osztrák parancsnok aláaknáztatta a templom védfalként is szolgáló északi falát, és miután kivonultak, felrobbantatta. A hajdúk meg sem közelítették Szentgotthárdot, de a háromhajós, 400 éves Árpád-kori templom elpusztult. A monostor és a mezőváros jó része is leégett.
A környék még nem heverte ki a csapásokat, amikor 1664-ben, a keresztény győzelemmel végződött szentgotthárdi csatában alatt vidéken a tatár lovasság is kegyetlen pusztítást végzett.

## A templom felépülése és akkori szerkezete

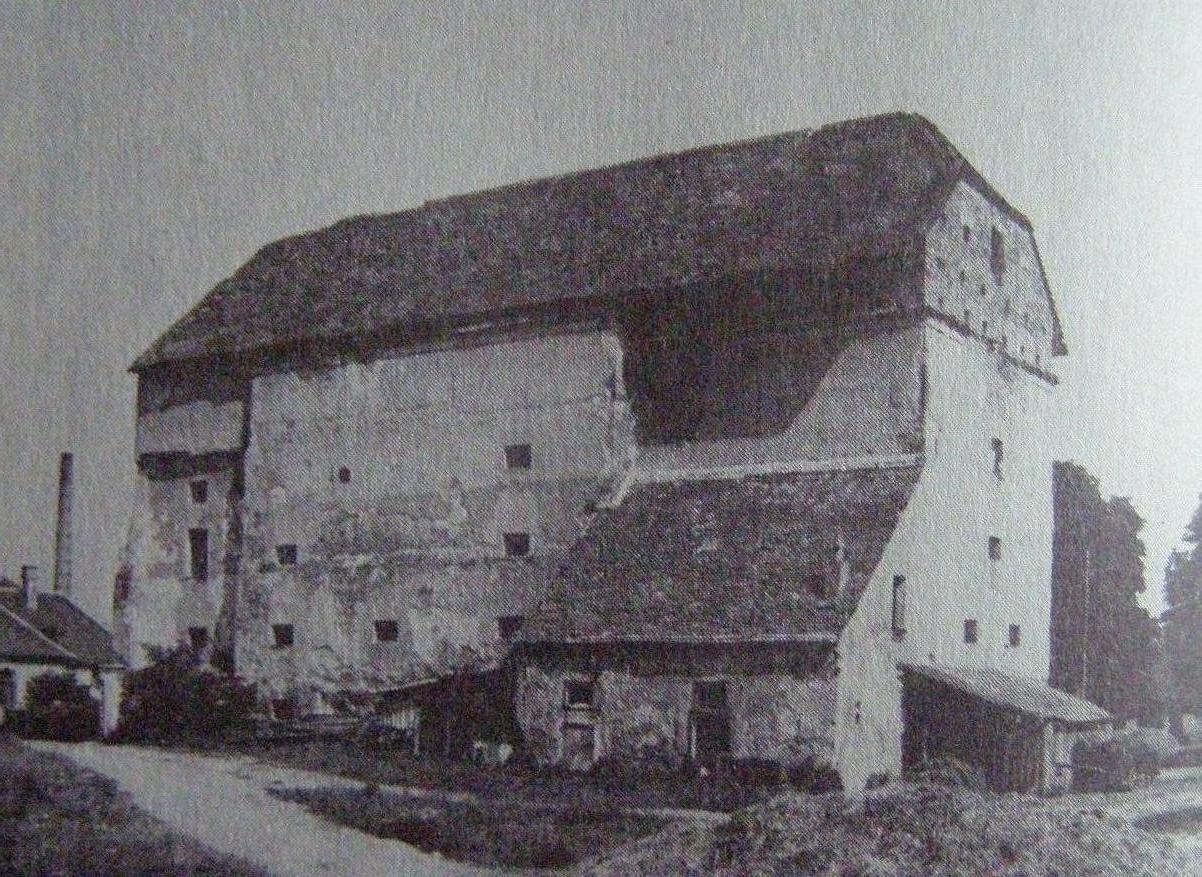

Széchényi György kalocsai (később pedig már esztergomi) érsek kezdeményezésére a háborús pusztítások után új templomot kezdtek építeni 1676-ban, a régi templom romjain, felhasználva az épen maradt déli és nyugati falrészeket. Az érsek erre a célra tizenkétezer forintot ruházott.
Az új templom alapterülete az Árpád-korihoz képest kb. a fele akkora lett. 1677-ben szentelték fel Szent Gotthárd tiszteletére.
A templom homlokzati kialakítását nyomokban még őrzi, ami egy 1734-ből fennmaradt akvarellen szemlélhető meg. A templom homlokzatát két egymás fölötti párkány három szakaszra tagolta. Az alsó szakasz körkeretelés, amely ma is meg van és a szakasz középtengelyében helyezkedett el. A vízszintes záródású bejárati kapu szemöldökpárkánya felett egykor egy címeres kő állt, amelyet ma a déli folyosó falában lehet látni. A lekerekített szürke márvány domborművön latin nyelvű felirat olvasható, az alapító nevével: GEORGIUS SZÉCHÉNY ARCHIEPPUS CONSIS. Az egyes szavakból valószínűleg rövidítés miatt maradt ki néhány betű, ezért helyesen a szöveg Georgius Széchény Archiepiscopus Colocensis. lenne. A szöveg alatt főpapi jelvények, a felszentelés évszáma díszített barokk kartusban és a Széchényi-család.

A felette lévő második szakasz közepét félköríves, vakolattal keretelt nagy ablak töltötte ki, ami világosan kivehető a nyugati homlokzaton, bár be van falazva. Ennek a szakasznak az oldalán vakolatos kiképzéssel jelzett pilaszterek helyezkedtek el. Helyük még kivehető, s a második párkány fölött különös jól észlelhető, hogy lezáró tag koronázta őket.
A harmadik szakasz keskenyebb volt és a padlástér oromfalát takarta, oldalán szintén találhatóak volt pilaszter, ami felett gúlához hasonló díszítmény állt., középen vakolatkeretes, félköríves záródású ablak.

A háromszögű alakzatban óra állt, míg a nyeregtetőn huszártorony haranggal. A harangkötél leeresztésére szolgáló nyílás a színház mennyezeti boltozatán a karzat előtti első oszlopközben ma is meg van.
A Magtártemplom Széchényi korában még karcsúbb hatást keltett és a tagoltsága is nagyobb volt. Ezt jól érzékelteti az akvarell is.

A templom alaprajzilag hajóra és szentélyre tagozódott, a stílus alapján olasz építőmester készíthette a tervet, akik akkoriban Magyarországon a várépítéseknél és egyházi építkezéseknél is igen nagy számban dolgoztak. Galavics Géza megfigyelése szerint a Magtártemplom homlokzata másutt is ismert típusokkal egyezik meg. Legnagyobb hasonlóságot a szombathelyi domonkosok templomának ajtaja feletti jellegzetes félköríves ablakkal mutatja, valamint a rohonci plébániatemplom, akinek mestere Carlo de la Torre volt. E kettő 1670-ben, illetve 1657-ben épült. Nem kizárható, hogy de la Torre dolgozott Szentgotthárdon is.
A szentélyt és a hajót pilaszterek választják el egymástól. Hiányzik viszont a diadalív. A hajót 3-3 pilaszter osztja négy szakaszra. Az elsőben a karzat helyezkedik el, hármas félkörívű árkádokon nyugodva. A szentélyt egy pilaszterpár két részre osztja. A hajó 19,1 m hosszú, 9,6 m széles és 12,8 m magas, míg a szentély 8,5 m hosszú, 7,6 méter széles és 11,6 m magas. Az épület fiókos dongaboltozatos, a pillérközök félköríveket zárnak, a félköríves hevederek a pilasztereket kötik össze.

A 17. században a Magtártemplomnak három oltára volt. A főoltár Szent Gotthárd hildesheimi bencés püspök tiszteletére lett emelve, a két mellékoltár közül a jobb oldali a megfeszített Jézus, a bal oldali a Fájdalmas Anya tiszteletére áll.

## A Magtártemplom további sorsa
A Szent Gotthárd templom a rábakethelyi plébánia fiókegyháza (filiája) volt 1740-ig. Ide tartoztak a vendvidéki települések is (Felső- és Alsószölnök kivételével).
1740-től a Szent Gotthárd templom önálló plébániatemplomként működött. Ekkor már elkezdődtek az építkezések a heiligenkreuzi apátságból érkezett ciszterci szerzetesek jóvoltából, Robert Leeb apát vezetésével. 1740 és 1764 között felépült az új barokk templom és kolostor, amelyet a szentgotthárdi csata 100. évfordulóján Alberik Fritz apát megáldott, ettől fogva a ciszterci szerzetesek ott miséztek.
1782-ben II. József feloszlatta a társadalmilag hasznos munkát nem végző szerzetesrendeket, de a ciszterci apátságok többsége megmaradt. Ezután a szerzetesek nagyobb részt vállaltak a plébániák vezetésében, a Szent Gotthárd plébániatemplom elveszítette funkcióját. Először le akarták bontani, hiszen a tervek szerint a templom északi oldalán a délihez hasonló kolostorszárny épült volna. De mivel nem volt pénz az építkezés folytatására, megmenekült a lebontástól, Marian Reutter perjel (1787-1790), későbbi apát csináltatott belőle magtárat. Ennek során az ablakokat befalazták, és fagerendákkal három szintet alakítottak ki az épületben. A harangtornyot lebontották, a díszes tagolásokat leverték. Az oltárokat is elbontották. A Fájdalmas Szűz-oltár Pietà-szobrát átvitték az új templom északi mellékfolyosóján kialakított kápolnába. A szobrot 1861-ben egy újra cserélték. A másik mellékoltár fából készült feszületét a sekrestye fölötti oratóriumban helyezték el.
Az 1980-as években színházzá alakították a Magtártemplomot, de műemlékvédelmi szempontok miatt nem lehetett teljes alakításokat végezni rajta, ezért például a színház némileg szűk, nincs zenekari árka és csak vendégelőadások vannak benne.